# Perfluorované sloučeniny

Nejznámější perfluorovanou látkou polytetrafluorethylen (PTFE), tedy polymer odvozený od fluorovaného ethylenu.

Perfluorované sloučeniny jsou chemické látky, které patří do skupiny fluorovaných uhlovodíků, ale které obsahují vazby atomů fluoru pouze s atomy uhlíku (nikoli vodíku) a dále vazby mezi uhlíkovými atomy.
Perfluorované sloučeniny mají vlastnosti vyplývající z přítomnosti fluorovaných uhlovodíků (obsahují pouze vazby C-F a C-C) a funkční skupiny. Běžné funkční skupiny v těchto sloučeninách jsou OH, CO2H, chlor, O a SO3H. 
Některé z těchto sloučenin, známé jako perfluoroalkany, mohou zůstat v atmosféře po dlouhou dobu. Díky své chemické stabilitě se bioakumulují. Vzhledem k jejich potenciálnímu příspěvku ke globálnímu oteplování byly regulovány v rámci Kjótského protokolu. Některé fluorosurfaktanty se při testech na zvířatech ukázaly jako toxické, přestože jejich široké průmyslové využití pokračuje. 
Tyto chemikálie jsou hydrofobní a lipofobní, a proto s perfluorovanými látkami se můžeme setkat pod názvy teflon nebo Gore-Tex například v kuchyňském nádobí, v nepromokavých botách a sportovních oděvech. Aplikují se jako aditiva hasicích pěn a hydraulických tekutin.

## Vliv na životní prostředí a regulace
Vzhledem k nebezpečným vlastnostem některých látek z této skupiny pro životní prostředí bylo např. Evropské unie omezeno použití PFOS směrnicí 2006/122/ES.
PFOS byl také zařazen na seznam Stockholmské úmluvy o perzistentních organických látkách.

## Příklady
- Hexafluorethan
- Perfluortributylamin
- PFOS
- Polytetrafluorethylen